# Кертисвил (Пенсилванија)
Кертисвил (енгл. Curtisville) насељено је место без административног статуса у америчкој савезној држави Пенсилванија.

## Демографија
По попису из 2010. године број становника је 1.064, што је 109 (-9,3%) становника мање него 2000. године.
| Група             | 2000.         | 2010.         |
| Белци             | 1.155 (98,5%) | 1.036 (97,4%) |
| Афроамериканци    | 1 (0,1%)      | 4 (0,4%)      |
| Азијати           | 1 (0,1%)      | 2 (0,2%)      |
| Хиспаноамериканци | 13 (1,1%)     | 7 (0,7%)      |
| Укупно            | 1.173         | 1.064         |